# Campeonato Mundial de Halterofilia de 1993
El LXV Campeonato Mundial de Halterofilia se celebró en Melbourne (Australia) entre el 11 y el 21 de noviembre de 1993 bajo la organización de la Federación Internacional de Halterofilia (IWF) y la Federación Australiana de Halterofilia.
En el evento participaron 289 halterófilos (195 hombres y 94 mujeres) de 57 federaciones nacionales afiliadas a la IWF.

## Medallistas

### Masculino
| Evento  | Oro                                       | Plata                                | Bronce                               |
| ------- | ----------------------------------------- | ------------------------------------ | ------------------------------------ |
| 54 kg   | Ivan Ivanov Bulgaria 277,5                | Halil Mutlu Turquía 275,0            | Ko Kwang-Ku Corea del Sur 270,0      |
| 59 kg   | Nikolai Peshalov Bulgaria 305,0           | Hafız Süleymanoğlu Turquía 295,0     | Tang Lingsheng China 292,5           |
| 64 kg   | Naim Süleymanoğlu Turquía 322,5           | Ri Hi-Bong Corea del Norte 317,5     | Yurik Sarkisian Armenia 315,0        |
| 70 kg   | Yoto Yotov Bulgaria 342,5                 | Ergün Batmaz Turquía 332,5           | Andreas Behm · Alemania · 330,0      |
| 76 kg   | Altymyrat Orazdurdyýew Turkmenistán 370,0 | Ruslan Savchenko · Ucrania · 370,0   | Kim Myong-Nam Corea del Norte 362,5  |
| 83 kg   | Pyrros Dimas · Grecia · 377,5             | Marc Huster · Alemania · 375,0       | Kiril Kunev Australia 372,5          |
| 91 kg   | Ivan Chakarov Bulgaria 407,5              | Kaji Kajiashvili Georgia 402,5       | Anatoli Jrapaty · Kazajistán · 395,0 |
| 99 kg   | Viktor Tregubov · Rusia · 407,5           | Serguei Syrtsov · Rusia · 407,5      | Igor Sadykov · Alemania · 392,5      |
| 108 kg  | Tymur Taimazov · Ucrania · 420,0          | Stefan Botev Australia 417,5         | Ihor Razoronov · Ucrania · 415,0     |
| +108 kg | Ronny Weller · Alemania · 442,5           | Manfred Nerlinger · Alemania · 440,0 | Andrei Chemerkin · Rusia · 435,0     |

1. 1 2 3  Arrancada (kg) + dos tiempos (kg) = total olímpico (kg).

### Femenino
| Evento | Oro                                | Plata                                | Bronce                              |
| ------ | ---------------------------------- | ------------------------------------ | ----------------------------------- |
| 46 kg  | Chu Nan-Mei China Taipéi 152,5     | Yu Shiu-Fen China Taipéi 147,5       | Satomi Saito Japón 147,5            |
| 50 kg  | Liu Xiuhua China 187,5             | Guan Hong China 177,5                | Kuo Chin-Chun China Taipéi 170,0    |
| 54 kg  | Chen Xiaomin China 200,0           | Robin Byrd Estados Unidos 177,5      | Karnam Malleswari India 177,5       |
| 59 kg  | Sun Caiyan China 217,5             | Guergana Kirilova Bulgaria 202,5     | María Jristoforidu · Grecia · 197,5 |
| 64 kg  | Li Hongyun China 220,0             | Won Soon-Yi Corea del Sur 202,5      | Julie Malenfant · Canadá · 195,0    |
| 70 kg  | Milena Trendafilova Bulgaria 220,0 | Kumi Haseba Japón 207,5              | Kim Dong-Hee Corea del Sur 205,0    |
| 76 kg  | Hua Ju China 230,0                 | Li Changping China 220,0             | Mária Takács · Hungría · 207,5      |
| 83 kg  | Chen Shu-Chih China Taipéi 230,0   | Panayota Antonopulu · Grecia · 215,0 | Bharati Singh India 207,5           |
| +83 kg | Li Yajuan China 260,0              | Carla Garrett Estados Unidos 235,0   | Liubov Grigurko · Ucrania · 215,0   |

1. 1 2 3  Arrancada (kg) + dos tiempos (kg) = total olímpico (kg).

## Medallero
| Núm. | País            | Oro | Plata | Bronce | Total |
| ---- | --------------- | --- | ----- | ------ | ----- |
| 1    | China           | 6   | 2     | 1      | 9     |
| 2    | Bulgaria        | 5   | 1     | 0      | 6     |
| 3    | China Taipéi    | 2   | 1     | 1      | 4     |
| 4    | Turquía         | 1   | 3     | 0      | 4     |
| 5    | Alemania        | 1   | 2     | 2      | 5     |
| 6    | Ucrania         | 1   | 1     | 2      | 4     |
| 7    | Grecia          | 1   | 1     | 1      | 3     |
| 7    | Rusia           | 1   | 1     | 1      | 3     |
| 9    | Turkmenistán    | 1   | 0     | 0      | 1     |
| 10   | Estados Unidos  | 0   | 2     | 0      | 2     |
| 11   | Corea del Sur   | 0   | 1     | 2      | 3     |
| 12   | Australia       | 0   | 1     | 1      | 2     |
| 12   | Corea del Norte | 0   | 1     | 1      | 2     |
| 12   | Japón           | 0   | 1     | 1      | 2     |
| 15   | Georgia         | 0   | 1     | 0      | 1     |
| 16   | India           | 0   | 0     | 2      | 2     |
| 17   | Armenia         | 0   | 0     | 1      | 1     |
| 17   | Canadá          | 0   | 0     | 1      | 1     |
| 17   | Hungría         | 0   | 0     | 1      | 1     |
| 17   | Kazajistán      | 0   | 0     | 1      | 1     |
|      | TOTAL           | 19  | 19    | 19     | 57    |